# Sarracena
Sarracena là một chi bướm đêm thuộc họ Geometridae.